# Villafranca in Lunigiana
Villafranca in Lunigiana település Olaszországban, Massa-Carrara megyében. Lakosainak száma 4550 fő (2023. január 1.). Villafranca in Lunigiana Bagnone, Filattiera, Licciana Nardi, Tresana, Pontremoli és Mulazzo községekkel határos.

## Népesség
A település népességének változása:
| Lakosok száma | 4763 | 4727 | 4550 |
|               | 2017 | 2018 | 2023 |